# Verjamem
A Verjamem (magyarul: Hiszem) című dal képviselte Szlovéniát a 2012-es Eurovíziós Dalfesztiválon. A dalt a szlovén Eva Boto adta elő szlovénül, melynek a zenéjét Vladimir Graić jegyezte. Az ő nevéhez köthető a 2007-es Eurovíziós Dalfesztivál győztes dala, illetve a Hari Mata Hari a 2006-os bosnyák versenydala, mely a harmadik helyen végzett.
A dal a 2012. február 26-án rendezett szlovén nemzeti döntőben nyerte el az indulás jogát. A döntőben a televoting szavazata alakította ki az eredményt. A dal pedig a Prusnik ikrek Konichiwa című száma előtt első helyen végzett.
Az Eurovíziós Dalfesztiválon a dalt először a május 24-én rendezett második elődöntőben adta elő, a fellépési sorrendben kilencedikként, a bolgár Sofi Marinova Love Unlimited című dala után, és a horvát Nina Badrić Nebo című dala előtt. Az elődöntőben 31 ponttal a tizenhetedik helyen végzett, így nem jutott tovább a döntőbe.
A következő szlovén induló Hannah Straight Into Love című dala volt a 2013-as Eurovíziós Dalfesztiválon.

## Lásd még
- Eva Boto
- Szlovénia az Eurovíziós Dalfesztiválokon
- 2012-es Eurovíziós Dalfesztivál